# Karl XIV Johans reformer
Sverige reformerades i grunden under de trettiofyra år mellan 1810 och 1844 som Karl XIV Johan var landets regent. Sverige omvandlades från ett näst intill utfattigt land till ett land med visst välstånd och med en samhällsstruktur som kom att bli grunden till det moderna Sverige.
År 1810 i oktober månad anlände den franske marskalken Jean Bernadotte som nyvald kronprins till Sverige. I augusti samma år hade Riksdagen valt honom till tronföljare på riksmötet i Örebro. Han valdes med förhoppningar om att han som framstående militär och närstående Napoleon, fransmännens kejsare, skulle återta Finland, som hade gått förlorat till Ryssland i 1808 års krig. Jean Bernadottes förespråkare framhöll också hans stora privata förmögenhet. Hans meriter som framstående civil administratör vidrördes knappast. Dessa hade han förvärvat bland annat som försvarsminister en kort tid och som fransk guvernör dels i Hannover, dels för Hansastäderna med placering i Hamburg. Det skulle visa sig att det var Karl XIV Johans diplomatiska och administrativa skicklighet som skulle bli av avgörande betydelse för den svenska nationens framtid. 

## Sverige ställer sig utanför allianser och får fred
Karl Johan hade sett krigens förödande följder under alla år på Europas stora slagfält. Han insåg att freden är allt välstånds moder.
Karl Johans första stora diplomatisk drag blev att försäkra Ryssland att Sveriges för all framtid avsade sig alla anspråk på Finland. Sverige gick sedan i allians med Napoleons fiender. Vid slaget vid Leipzig år 1813 besegrade de allierade Napoleon och Karl Johan kunde sedan låta en svensk armé tåga mot Norge. Norge hade just förklarat sig självständigt från Danmark men vek sig inför den svenska övermakten varefter Sverige och Norge år 1814 kunde ingå en union med gemensam utrikespolitik, med samme person som kung och med Norge som ett "fritt, självständigt och odelat rike".
Karl Johan förklarade Sverige och Norge för alliansfria stater och fick i kraft av militär styrka och genom skicklig diplomati omvärlden att respektera detta. För Sverige blev detta början på den fredsperiod som alltjämt varar. Freden möjliggjorde en rad reformer och djärva satsningar som under Karl XIV Johans trettiotreåriga regeringstid utvecklade Sverige såväl ekonomiskt som socialt. Framsteg inom infrastruktur, utbildning och ekonomi gjorde samhällslivet modernare och mer dynamiskt.

## Landets ekonomi
År 1810 var Sveriges ekonomi körd i botten efter flera krig mot Ryssland. Sverige var ett av Europas fattigaste länder. Landet kunde inte betala vare sig räntor eller amorteringar på sin mycket stora utlandsskuld som tillkommit för att finansiera krigen mot slutet av 1700-talet och början av 1800-talet. Sverige hade gjort en så kallad statsbankrutt. Den galopperande inflationen efter kriget år 1808 hade år 1812 gröpt ur den svenska Riksdalerns värde med 45 %. Den nödvändiga importen av mat för att undvika hungernöd blev därigenom en tung börda för landets ekonomi. Den inom landet producerade maten räckte inte till för att föda alla trots att vid denna tid runt 80 % av befolkningen var sysselsatt inom jordbruket. 
Moralen var dålig både inom armé och flotta. Landets ledning hade förlorat en stor del av sin trovärdighet. 
Den nytillträdde kungen Karl XIII, bror till Gustav III och farbror till den just avsatte Gustav IV Adolf, var gammal och sjuk. Han överlät regentskapet till Karl Johan så fort denne anlänt till Stockholm i oktober 1810. Karl Johan agerade från början med stor kraft för att lyfta landet ur det kaos det befann sig i.
Den höga inflationen hejdades genom att Karl Johan satte stopp för Riksgäldens sedelpressar. Den stora statsskulden blev nästa problem som skulle lösas. Karl Johan övertalade ständerna att ensidigt besluta att avskriva två tredjedelar av statens skulder till utländska banker som verkade inom av Frankrike kontrollerade områden. Det officiella motivet var att det avskrivna beloppet motsvarade svenska köpmäns förluster under Napoleonkrigen och skulle rätteligen ha betalats av Frankrike. Efter riksdagens ensidiga beslut återstod av Sveriges utlandsskuld omräknat i dagens penningvärde runt 900 miljoner kronor. Detta var för det då utfattiga Sverige ett mycket betydande belopp. För att göra Sverige skuldfritt betalade Karl Johan hela beloppet med pengar från kungafamiljens förmögenhet. Han betalade ur den så kallade Guadeloupefonden. Den svenska staten förblev sedan i stort sett skuldfri under resten av Karl Johans regeringstid.
Därmed inleddes en tid av restriktiv finanspolitik. Statens budget överbalanserades år efter år under hela Karl Johans regeringstid. Efter det att silvermyntfoten återinförts år 1834 inleddes en lång period av framgångsrik penningpolitik med stabilitet i rikets affärer.

## Sverige är skuldfritt och nu börjar reformarbetet
Det ineffektiva jordbruket blev nästa utmaning för att bringa reda i ekonomin. Redan år 1811 instiftade Karl Johan Lantbruksakademien med uppgift att finna grödor och djurraser som passade det svenska klimatet. Hushållningssällskap, som hade uppgiften att praktiskt stötta lantbrukarna, etablerades i alla län med betydande jordbruk. Nya effektiva jordbruksredskap och maskiner som ångtröskverk introducerades. Omfattande utdiknings- och nyodlingsprojekt genomfördes över hela landet. Arbetet blev mycket framgångsrikt. Redan under 1820-talets första år blev Sverige nettoexportör av livsmedel och förblev så under flera årtionden trots att landet ökade befolkningen med ungefär en tredjedel eller drygt en miljon människor fram till Karl Johans död år 1844. Under denna period ökade den odlade arealen med 40 procent och skördarna med 53 procent.
Bergsbruket, spirande industri, drivande handelsmän och entreprenörer hade svårt att låna pengar under Karl Johans första regeringsår. Betalningsmedel som sedlar var en bristvara i större delen av landet som en följd av dåliga kommunikationer mellan Stockholm där sedlarna trycktes och resten av landet. Efter diskonternas, en form av mindre affärsbanker, fall i finanskrisernas spår efter Napoleonkrigens slut återstod i stort sett endast Riksbanken i Stockholm som långivare. Detta var en allvarlig hämsko på den ekonomiska utvecklingen i landet. Nya banklagar stiftades och år 1820 bildades i Göteborg den första sparbanken och år 1830 grundades den första affärsbanken Skånska Privatbanken i Ystad. Sedan följde i snabb takt nya privata affärsbanker i alla större städer. Bankerna fick rätt att ge ut egna sedlar vilket var en lönsam affär som stärkte bankernas egna kapital och därmed möjligheter att låna ut pengar. Behovet av krediter i landet var stort och inte minst inom handel och jordbruk men också inom den framväxande textilindustrin i Norrköping. Bergsindustrin hade stora behov av krediter då den under denna tid genomgick en investeringsintensiv period med införandet av Lancashirejärnet med högra kvalitet och förbättringar av masugnstekniken. Järnproduktionen fördubblades under åren 1840–1860 och Sverige kunde till del återta förlorade marknadsandelar på världsmarknaden som hade förlorats mot slutet av 1700-talet och början av 1800-talet.
Landets infrastruktur hade försummats under många år och var i ett dåligt skick. Vägar anlades och förbättrades därför i snabb takt. Många av de stora vägarna fick beläggning med makadam vilket var en revolution som gjorde dem farbara också under höstregnen och tjällossningen på våren. Kanaler byggdes och landets i särklass största byggprojekt var den 39 mil långa Göta kanal som stod färdig år 1832. Denna fick stor betydelse för den ekonomisk utvecklingen och kom att behålla sin ekonomiska betydelse fram till 1900-talets början. Hamnar muddrades och nyanlades längs landets kuster för att tjäna en expanderande kustfart. Den elektriska telegrafen infördes som effektivt band samman  myndigheter över hela landet. De hade tidigare varit beroende av en posttrafik där exempelvis ett brev tog sex dagar mellan Stockholm och Malmö för att komma fram.
Utbildningen prioriterades, inte minst yrkesutbildningen, och skolorna spreds över hela landet. Nya skolhus byggdes i snabb takt. År 1823 fanns det 183 skolor av olika slag i landet och år 1840 uppges antalet ha ökat till omkring 1 400 stycken. Beslut fattades år 1842 i riksdagen om allmän skolplikt. Detta beslut ledde till att hela befolkningen lärde sig läsa, skriva och räkna och anses ha varit en viktig förutsättning för Sveriges snabba omvandling till en välfärdsstat. Universiteten och forskningen gavs resurser, ofta ur Karl XIV Johans egen börs. Framstående vetenskapsmän var bland andra kemisten Jöns Jacob Berzelius och propellerns uppfinnare John Ericsson. Kulturen blomstrade med stora namn som Esaias Tegnér, Johan Olof Wallin, Erik Gustaf Geijer, Carl Jonas Love Almqvist, Erik Johan Stagnelius, Adolf Fredrik Lindblad, Johan Fredrik Berwald, Franz Berwald och Frans Michael Franzén. Konstnärer och andra kulturpersonligheter uppmuntrades med stipendier ur kungens hand.
Sjukvården förbättrades och från att det vid Karl Johans ankomst till Sverige endast ha funnits ett par sjukhus hade antalet år 1833 ökat till ett fyrtiotal med 1 800 sängplatser. Även här gick kungen in med en hjälpande hand för att skynda på utvecklingen genom att bidra till finansieringen med egna pengar. Barnadödligheten var stor och fortsatta satsningar gjordes därför på utbildningen av barnmorskor. Denna blev tvåårig år 1821. Resultatet blev lägre spädbarnsdödlighet och snabb befolkningstillväxt. Befolkningen ökade under kungens regeringstid med runt en tredjedel eller med en miljon till 3 317 000 vid kungens frånfälle. Ett annat skäl till den befolkningsökningen låg i det ökade välståndet. 
Gällande näringslagstiftning hade sina rötter i medeltiden med privilegier för köpmännen i städerna. Privilegierna innebar bland annat att alla affärer skulle ske innanför städernas portar. Motståndet mot en liberalisering av handeln var stort i riksdagen och liberaliseringen gick därför i steg. Tullen på varor som togs in till städerna från landsbygden avskaffades år 1810. Bönderna fick rätt att sälja sina hemslöjdsprodukter över hela landet år 1834. Rätten att starta en affärsrörelse på landsbygden lagstadgades emellertid först år 1848. Trots brist på lagstiftning öppnade Karl Johan emellertid tidigt upp handeln successivt med hjälp av direktiv i enskilda ärenden. Full näringsfrihet genomfördes först efter kungens död genom näringsfrihetsförordningarna år 1846 och 1864.
Från och med Riksdagen år 1823 fick frihandelsvännerna övertaget och ett antal importförbud upphävdes och tullarna mot Norge togs bort. In- och utförselavgifter reducerades successivt och procedurerna kring handeln med utlandet förenklades. Allt detta ledde till en expansion av utrikeshandeln.
Mekaniska verkstäder tillkom i Stockholm och Samuel Owen byggde ångbåtar och ångtröskverk. I Norrköping spirade textilindustrin och bergshanteringen liksom den nya träindustri växte fram också i de norra delarna av landet. Industrin omhuldades av kungen och exempelvis inom textilindustrin bekostade han stipendier för att unga män skulle kunna studera ny teknik utomlands för att sedan kunna föra hem den till Sverige. 
En från början nedkörd statsapparat effektiviserades efterhand. Regeringskansliet omorganiserades för att kunna styra ett alltmer komplext samhälle och departement för olika områden inrättades med ett statsråd som chef. Tjänstemännen fick höjda löner trots hårt motstånd i riksdagen. Den gamle revolutionären Karl Johan ansåg att prestation måste belönas.

## Föreningslivet och en spirande demokrati
Föreningslivet kom som debattforum att bli ett av de första stegen i en successiv omvandling av samhället mot den demokrati som var fullt genomförd först hundra år senare. Föreningar uppmuntrades och understöddes av kungen och hans familj. Somliga av dessa föreningar utvecklades efterhand till ämbetsverk som Skolverket och Socialstyrelsen. Inom föreningslivet fick de svenska kvinnorna för första gången möjlighet att aktivt deltaga i diskussionerna om utformningen av det framtida samhället.
Karl Johan intresserade sig för det lokala självstyret och också här för att få fram fler engagerade medborgare. Med 1843 års socken stämmoförordning infördes graderad rösträtt vid val till kommunala organ. Sockenstämman gjordes nu ansvarig för sjukvården i socknen och senare blev den också ansvarig för fattigvården. Socknens kyrkoherde hade tidigare varit ordförande i kommunala sammanhang och han ersattes nu av en vald ordförande. Parlamentarismen tog sina första stapplande steg på vägen mot demokratin som skulle vara fullt genomförd i Sverige först år 1921.

## Karl Johan och 1809 års regeringsform
Karl Johan hade i Frankrike arbetat nära Napoleon och kunnat följa hur denne lyfte Frankrike ur revolutionens kaos till den mäktigaste staten i världen, såväl ekonomiskt som militärt. Som regent i Sverige kopierade han ofta vad Napoleon gjort. Det fanns dock en stor skillnad i genomförandet av  besluten. Napoleon hade redan som Förste konsul diktatoriska befogenheter och kunde snabbt genomföra vad han ansåg vara nödvändigt. Karl Johan arbetade däremot inom ramen för en av Europas mest liberala konstitutioner, Regeringsformen av år 1809, som gav kungen begränsad makt jämfört med de enväldiga svenska kungar som föregått Karl XIII. Makten låg nu hos Kungen och Riksdagen gemensamt. Karl Johans politiska skicklighet blev därför av stor betydelse. 
Kungen kritiserades ofta av liberala krafter för att vara senfärdig med införandet av sociala reformer. Han hade emellertid i revolutionens Frankrike upplevt vådan av alltför snabba förändringar i samhället. Allmänheten hade ofta svårt att acceptera dessa vilket runt om i Europa under denna tid ledde till blodiga och omstörtande konflikter. Karl Johan ansträngde sig därför under hela sin regeringstid att undvika sociala konflikter i ett på den tiden mycket konservativt samhälle. Ett sätt var att använda utredningsväsendet i riksdagen. Utredningar tillsattes i alla svåra frågor där olika meningar fick brytas mot varandra innan ett gemensamt förslag kunde läggas på Riksdagens bord för beslut.
Karl Johan kom ensam till Sverige och fann sina duktiga medarbetare till stor del bland den gamla regimens män. På sina många resor runt landet sökte han alltid efter duktiga personer att engageras i landets uppbyggnad. Han var också angelägen om att på olika sätt belöna dem som gjort en god insats.  

## Ett land i utveckling under Karl Johans regeringstid
Bruttonationalprodukten, BNP, eller det samlade värdet av producerade varor och tjänster, är ett mått som med sitt tydliga språk redovisar vad Karl XIV Johan, hans medarbetare och hans folk gemensamt åstadkom under en trettiotreårig regeringstid. BNP ökade med hela 60 procent under denna tid. Ökningen per capita blev mer blygsamma 17 procent. Skälet till detta var att befolkningen ökade med omkring en tredjedel under  Karl XlV Johans regeringstid. Freden och den ekonomiska utvecklingen gjorde det möjligt för Karl XIV Johan och dåtidens svenskar att bygga den grund på vilken följande generationer byggt det moderna Sverige.